# Parque Confederado
El Parque Confederado es un parque ubicado en Greenville, Alabama, Estados Unidos.

## Historia
El parque se estableció en 1902 frente a la Primera Iglesia Metodista en un terreno de 1 acre (0,4 ha) donado por la organización de las Hijas Unidas de la Confederación. Al año siguiente, la UDC encargó una estatua de mármol de 4,8 m de un soldado confederado sobre un pedestal.
En los años siguientes, se plantaron muchos arbustos y árboles de sombra, y en 1909 el alcalde Claude E. Hamilton donó una fuente, que se colocó en el centro del parque. También se colocaron aceras a lo largo de Commerce Street y pasarelas diagonales a través del parque, así como varios bancos. En la década de 1920, se contrató a un arquitecto paisajista para colocar flores y árboles de hoja perenne. En 1937, el edificio del ayuntamiento de Greenville se construyó al otro lado de Commerce Street desde el parque.
El parque fue incluido en el Registro Nacional de Lugares Históricos en 1986.